# Stefania Szymankiewicz
Stefania Szymankiewicz (ur. 1925, zm. 28 listopada 2017) – polska okulistka, kontaktolog, profesor nauk medycznych.

## Życiorys
Dyplom lekarski zdobyła na Akademii Medycznej w Krakowie (1952). Po studiach pracowała w szpitalu w Mikołowie, a następnie na oddziałach okulistycznych w Katowicach. Jej praca doktorska nosiła tytuł Analiza oparzeń oczu i wyniki leczenia na podstawie materiału Szpitala Klinicznego Nr 4 w Katowicach w latach 1957-1966. Habilitowała się na podstawie oceny dorobku naukowego i rozprawy pt. Doświadczalne stosowanie miękkiej soczewki kontaktowej oraz keratektomii w leczeniu ciężkich chemicznych oparzeń oczu. Następnie została zatrudniona w I katedrze i Klinice Okulistyki Śląskiej Akademii Medycznej. Odbyła też szereg szkoleń zagranicznych, m.in. w Nowym Jorku i Londynie.
Była członkiem Polskiego Towarzystwa Okulistycznego, w ramach którego była współzałożycielką sekcji soczewek kontaktowych (1994). Zainteresowania badawcze i kliniczne S. Szymankiewicz dotyczyły głównie kontaktologii (soczewek kontaktowych), a także leczenia oparzeń narządu wzroku hydrożelową soczewką nagałkową z antybiotykiem. Publikowała w czasopismach krajowych i zagranicznych, m.in. w „Klinice Ocznej", gdzie zasiadała w komitecie honorowym.
Autorka opracowania „Soczewki kontaktowe korekcyjne i lecznicze: powikłania" (wyd. 1997, ISBN 978-83-86250-08-0) oraz współautorka atlasu „Soczewki kontaktowe w praktyce okulistycznej oraz powikłania" (wyd. 2001, ISBN 83-912787-2-7).